# Emine Mihrişah Kadın
Emine Mihrişah Kadın (tiếng Thổ Nhĩ Kỳ Ottoman: امینه مھرشاہ قادین) là một Hậu cung của Sultan Ahmed III và là thân mẫu của Sultan Mustafa III.

## Tên gọi và danh hiệu
Theo các nguồn sử liệu Thổ Nhĩ Kỳ, mẹ của Mustafa III được biết đến với tên gọi là Mihrişah, tuy nhiên một vài nguồn cũng nhắc đến bà với tên gọi là Emine hoặc các biến thể khác của Mihrişah (Mihrimah hoặc Mihryumakh).
Mihrişah được ban danh hiệu İkinci Kadınefendi, một tước hiệu trong Bát đẳng Kadın dành cho người vợ thứ hai của Sultan. Kadın, hay Khả đôn, một tước hiệu dùng để chỉ chung các bà vợ của Sultan.

## Tiểu sử
Không rõ xuất thân của Mihrişah cũng như thời gian bà được tuyển vào hậu cung của Ahmed III. Chỉ biết là vào năm 1710, người con đầu lòng của bà là hoàng tử Şehzade Süleyman (1710 – 1720) được sinh ra. 
Thời kỳ Ahmed III trị vì gắn liền với giai đoạn gọi là Kỷ nguyên Hoa tulip, khi mà hoa tulip rất được ưa chuộng bởi giới thượng lưu, đặc biệt là trong hoàng gia. Theo thỉnh cầu của hoàng hậu Mihrişah, vào năm 1728, một đài phun nước được Ahmed cho xây ở Üsküdar mang phong cách đặc trưng của Kỷ nguyên Hoa tulip. Một dòng chữ khắc trên đài cho thấy, việc xây dựng đài phun nước này nhằm kỷ niệm thứ 10 của hoàng tử Şehzade Bayezid (1718 – 1771), người con thứ ba của Mihrişah. Cũng trong năm này, một đài phun nước khác được xây lên để tưởng nhớ hoàng tử Süleyman.
Năm mất của Mihrişah có sự khác biệt giữa các nguồn. Năm 1757, Mustafa III đăng cơ và cho dựng một nhà thờ Hồi giáo ở Uskudar để tưởng niệm người mẹ vào năm 1762. Một số nguồn trong hậu cung ghi rằng Mikhrishah qua đời vào tháng 5 năm 1762, nhưng theo nhà sử học Necdet Sakaoğlu thì có khả năng là có đến hai Mihrişah trong hậu cung của Ahmed III, hoặc các nguồn này bị sai sót. Mihrişah chưa bao giờ được gọi bằng Valide sultan (tương đương Hoàng thái hậu trong nền phong kiến Á Đông), một danh hiệu chỉ dành cho người mẹ còn sống của các Sultan. Mihrişah có thể đã qua đời vào năm 1732.
Mihrişah được táng trong tòa Cedid Havatin thuộc quần thể Nhà thờ Hồi giáo New ở Eminönü (thành phố Istanbul, Thổ Nhĩ Kỳ). Quách của bà được đặt cạnh Rabia Şermi Kadın, một Chính thất khác của Ahmed III, và là mẹ đẻ của Sultan Abdul Hamid I.

## Hậu duệ
Ngoài hai hoàng tử Süleyman và Bayezid, hoàng hậu Mihrişah còn sinh ra Mustafa III (1717 – 1774), người con thứ hai và sau này trở thành vua, và hoàng tử Şehzade Seyfeddin (1728 – 1732), con út. Theo truyền thống của nhà Ottoman, các hoàng tử không nối ngôi sẽ bị quản thúc tại một tòa nhà khuất sau hậu cung, gọi là Kafes (nghĩa đen là "lồng"), để đảm bảo không xảy ra nội chiến giữa các anh em. Vì vậy, Şehzade Bayezid đã bị giam lỏng trong đó đến cuối đời khi anh trai Mustafa lên ngôi.
Ngoại trừ Mustafa có một ngôi lăng riêng là Nhà thờ Hồi giáo Laleli, cả 3 anh em còn lại đều được táng vào Nhà thờ New, riêng hai hoàng tử chết yểu được hợp táng bên cạnh mẹ.